# Plateau d'Oust-Ourt
Le plateau d'Oust-Ourt (Үстірт, Üstyrt en kazakh, Ustyurt platosi en ouzbek, Үстирт, U'stirt en karakalpak, Üstyurtest en turkmène, плато Устюрт, płato Ustiur en russe), est un plateau désertique du Kazakhstan, d'Ouzbékistan et du Turkménistan limité à l'ouest par la mer Caspienne et le Kara-Bogaz-Gol, à l'est par la mer d'Aral et le delta de l'Amou-Daria.

## Géographie

### Topographie

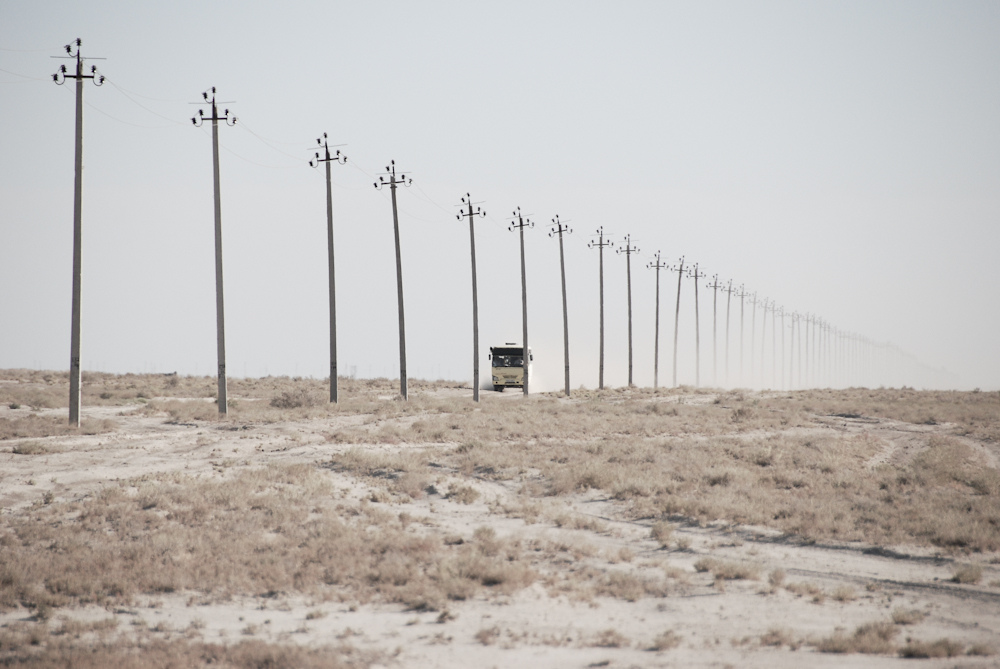
Le morne plateau d'Oust-Ourt au Karakalpakstan, en Ouzbékistan.

L'Oust-Ourt est un vaste plateau de 200 000 km2 s'élevant de manière régulière mais insensible de la falaise sud-est de la mer Caspienne jusqu'aux anciens rivages occidentaux de la mer d'Aral où il atteint en un rebord escarpé, le Tchink (signifiant « escarpement » en turc), à l'altitude modeste de 250 mètres. Ce n'est toutefois pas là que se localise son point culminant de 365 mètres (pour une altitude moyenne de 150 mètres) mais dans sa partie sud-ouest. La surface du plateau est une dalle calcaire légèrement ondulée et occupée par de nombreuses cuvettes endoréiques peu profondes, comme celle de Barsa-Kelmes au sud-est de la mer d'Aral, d'origine à la fois karstique et éolienne. Des sols argileux salés recouvrent le fond de ces dépressions qui voient se développer quelques plantes et un peu d'herbe après les rares pluies.
Le plateau a été fortement érodé pendant les périodes plus humides de son histoire géologique où se sont créés des avens, des dolines et des lapiaz. Le climat aride qui règne depuis plusieurs millénaires a contribué à faire de cet ensemble physique une hamada où la végétation est quasi absente et où dominent les vastes étendues de pierres anguleuses. Les dunes sont inexistantes. En sous-sol, le réseau karstique est encore actif ; il existe des avens de 90 mètres de profondeur et même des lacs souterrains, alimentés par les rares précipitations, dans lesquels vit une faune cavernicole mal étudiée.

### Hydrographie

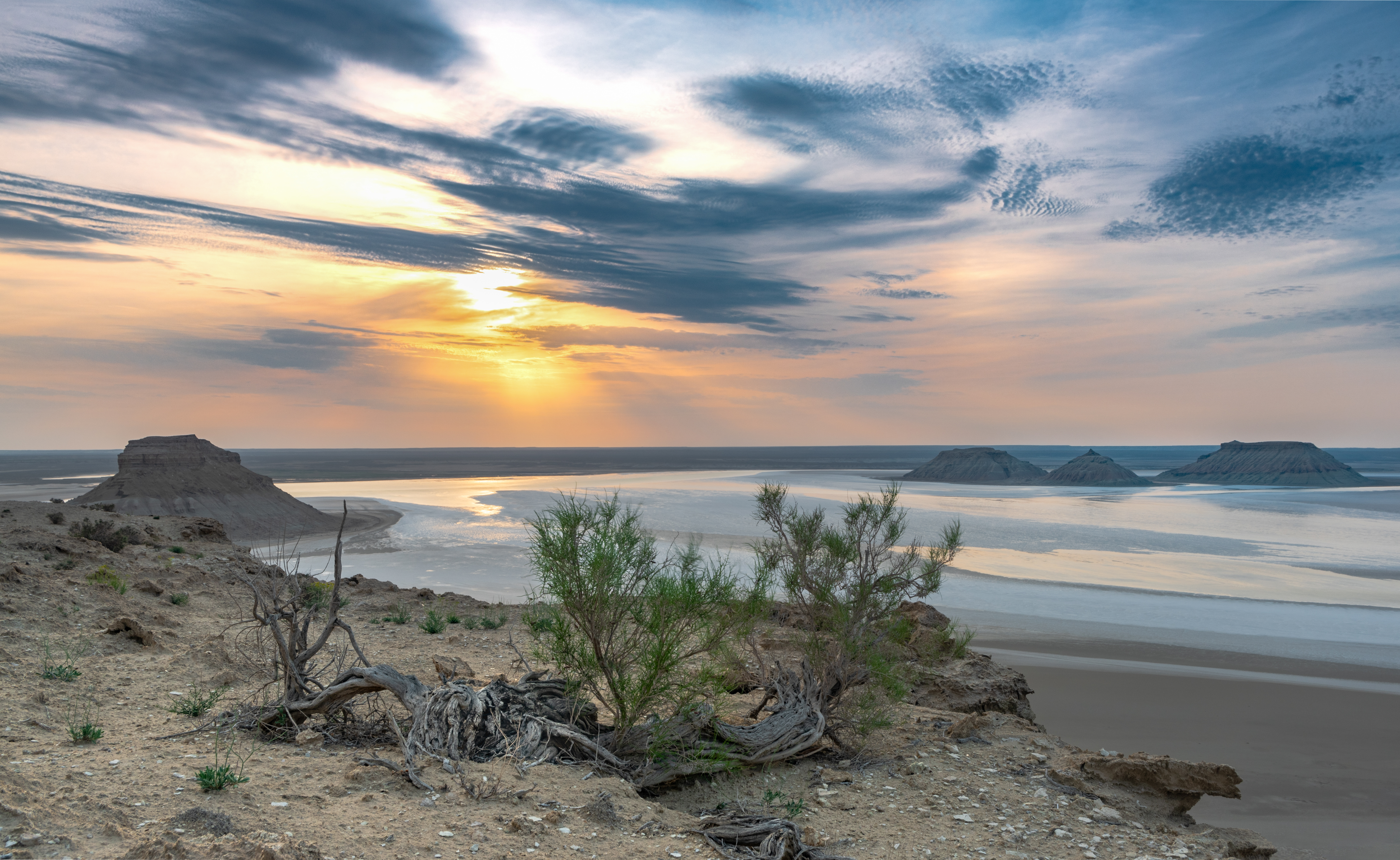
Paysage du plateau d'Oust-Ourt en mai 2023.

Le réseau hydrographique est particulièrement indigent, il est seulement représenté par quelques cours d'eau temporaires qui se perdent rapidement dans les terres. Les seuls fleuves ou rivières notables coulent au pied du plateau d'Oust-Ourt comme l'Emba qui en longe les confins septentrionaux avant de se jeter dans la mer Caspienne.
La richesse hydrographique du plateau provient des nappes aquifères qui saturent la majeure partie des roches souterraines et qui sont bien connues en raison des nombreuses recherches effectuées par les géologues et les géophysiciens dans le cadre de l'exploration minière et pétrolière. Les eaux souterraines qui présentent le plus d'intérêt se trouvent dans les grès du Crétacé supérieur au sud-est du plateau ; elles sont presque toutes du type chloruré calcique. À la faveur des failles, une partie de ces eaux peut remonter sous forme artésienne et former des sources salées en surface. Ces dernières peuvent alimenter des étangs saumâtres qui bénéficient également de l'apport des pluies d'hiver lessivant les terrains les plus superficiels. Les rares nappes superficielles qui existaient ont été systématiquement recensées et utilisées pour l'irrigation permettant d'améliorer un peu la qualité des pâturages temporaires du plateau, mais sont toutes taries aujourd'hui.

### Géologie

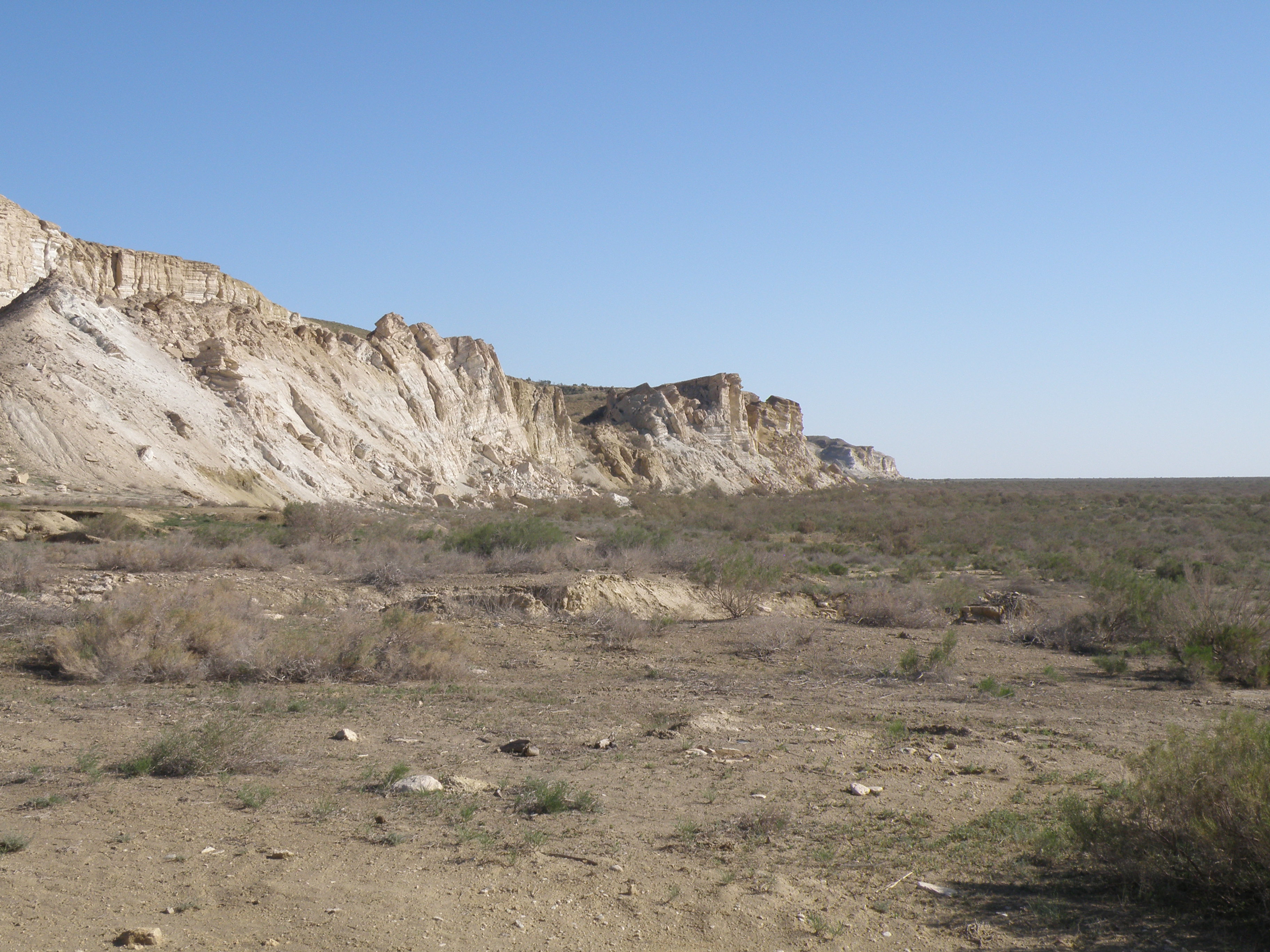
Le rebord oriental du plateau d'Oust-Ourt dominant l'ancien fond de la mer d'Aral.

La géologie du plateau d'Oust-Ourt se confond bien souvent avec celle de la dépression aralo-caspienne. L'histoire du plateau d'Oust-Ourt est ancienne et remonte à l'époque où le vaste océan de la Thétys séparait le bloc arabo-indo-africain des plaques anciennes, formées de blocs désunis, situées au nord de cet ancien océan et recélant des roches de l'Archéen (fin du Paléozoïque). Des sédiments épais se déposèrent depuis la fin du Paléozoïque, pendant tout le Mésozoïque, puis au tertiaire jusqu'au moment où la Thétys disparut écrasée par la remontée du bloc arabo-indo-africain. Si la dérive des continents vers le nord donna naissance aux grandes chaînes himalayennes, la socle ancien ne fut pas fracturé dans les régions de l'actuel plateau d'Oust-Ourt. Les couches sédimentaires (calcaire d'âge miocène) sont restées plus ou moins horizontales et ont simplement suivi ce socle dans ses mouvements verticaux, elles ont formé des vastes plates-formes correspondant à un plateau subhorizontal comme l'Oust-Ourt et aux grandes plaines qui forment l'essentiel des reliefs des déserts du Karakoum et du Kyzylkoum.
Après l'Oligocène, une vaste mer, appelée Sarmatienne ou encore Sarmatique, qui s'étendait sur la mer Méditerranée, la mer Noire et la mer Caspienne alors réunies, couvrit la dépression d'Asie centrale et déposa des sédiments variés (dits sarmatiens). Ces derniers sont argileux, sableux, gréseux, conglomératiques et calcaires. Ils contiennent des traces d'évaporites, témoins du climat aride régnant déjà sur la région. Des mouvements verticaux, reprenant les failles anciennes, affectèrent les confins orientaux du plateau d'Oust-Ourt et formèrent son escarpement bordier appelé le Tchink. La mer disparut au cours du Miocène, puis réapparut durant le Pliocène mais avec une moindre superficie bien qu'elle fût toujours raccordée à la mer Noire par un détroit peu profond. Un bras de mer, reliant la mer Caspienne à la mer d'Aral actuelle, occupait alors la dépression creusée au sud du plateau d'Oust-Ourt par un ancien cours d'eau, le paléo-Oxus, que l'on retrouva au Quaternaire. Cette dernière période géologique a été marquée par les grandes glaciations. L'alternance de périodes froides (et sèches sauf au printemps) et tempérées (aride en plaine et sur les bas plateaux) a peu affecté le plateau d'Oust-Ourt à l'exception des avancées de la Caspienne laissant des sédiments marins interstratifiés avec les dépôts fluviatiles des époques de régression de mer.

### Faune et flore

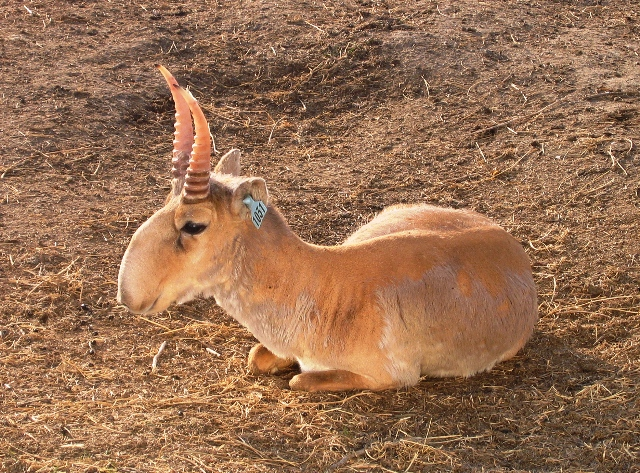
La saïga, antilope emblématique du plateau d'Oust-Ourt.

Le plateau d'Oust-Ourt recèle une flore et une faune bien adaptées à un environnement particulier et difficile. Parmi les espèces animales les plus caractéristiques de ce milieu, on retrouve l'urial (Ovis vignei arkal), un mouflon vivant dans les milieux steppiques d'Asie centrale, la gazelle à goitre (Gazella subgutturosa) et surtout la saïga (Saiga tatarica tatarica), seule antilope eurasiatique caractérisée par son museau terminé par une trompe molle et ses yeux exorbités. Animal symbole du plateau, cette dernière a été classée sur la liste rouge des espèces en danger de l'Union internationale pour la conservation de la nature. Le nombre de ces antilopes a dramatiquement baissé au cours des vingt dernières années passant d'un cheptel d'un million au début des années 1990 à environ 40 000 aujourd'hui dont 10 000 sur le plateau d'Oust-Ourt. Malgré des mesures de conservation strictes et la création de zones protégées en Ouzbékistan, Kazakhstan et Turkménistan, le nombre de saïgas a continué de chuter en raison d'un braconnage intensif. Sa viande est en effet très recherchée, mais ce sont surtout ses bois, utilisés dans la médecine traditionnelle chinoise comme une alternative à la corne de rhinocéros et vendus à un prix très élevé, qui sont à l'origine de son abattage. La Chine s'est d'ailleurs engagée à lutter contre la vente illégale de ces bois car, si rien n'est fait, la saïga est condamnée à disparaître dans les cinq à sept années qui viennent.